# Town Hall

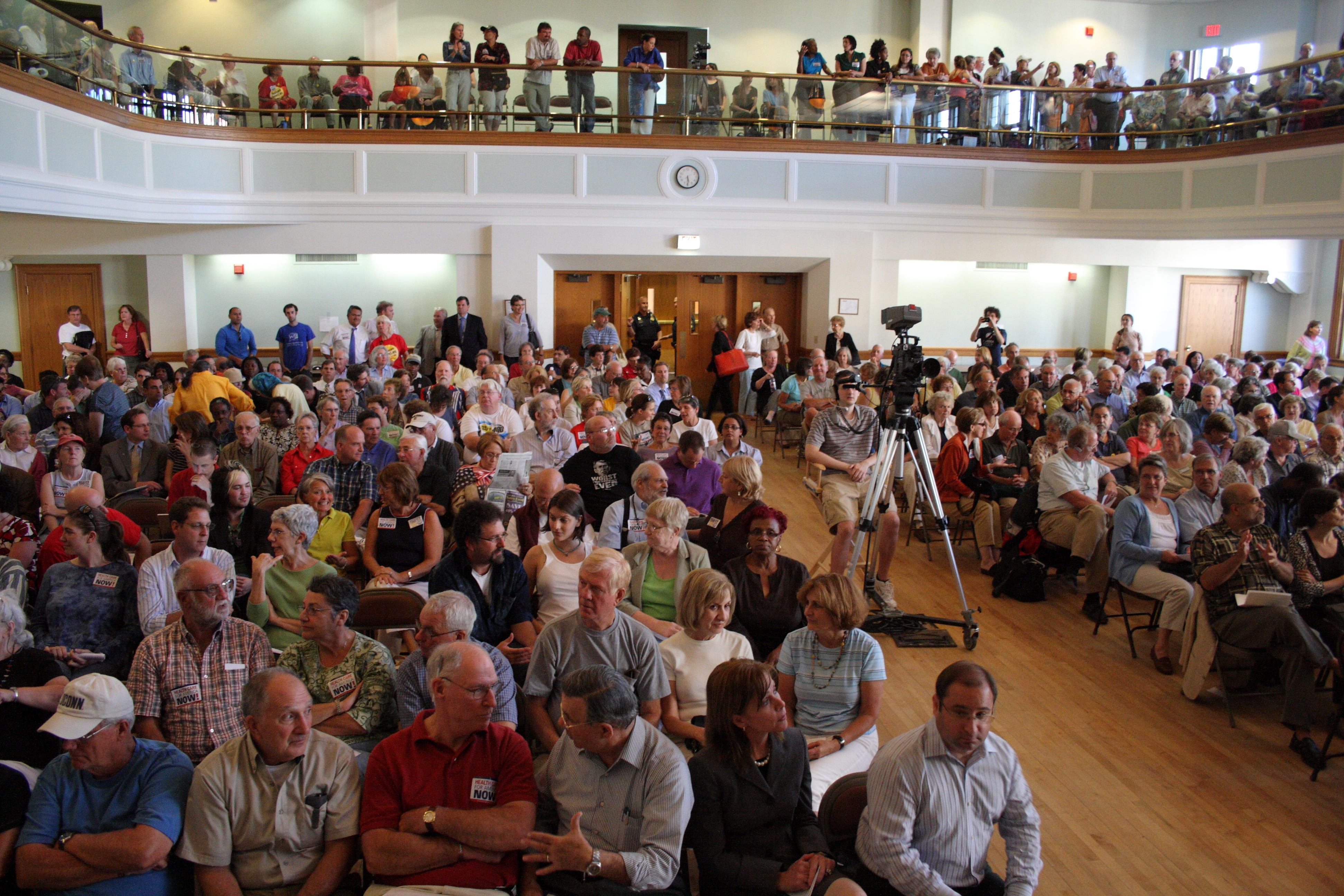
Ein Town-Hall-Meeting in West Hartford

Der Begriff Town Hall (englisch Rathaus) ist im angloamerikanischen Sprachraum eine Bezeichnung für Rathaus oder ein Haus für Bürgerversammlungen in Städten. Town Hall Meeting (kurz: Town Hall) wird für die Zusammenkunft von Bürgern (Bürgerversammlung) in den Räumlichkeiten der town hall oder city hall verwendet, wie sie in Kleinstädten der USA üblich sind.
In der Wirtschaft kennt man Town Halls in Form von Präsentationen der Geschäftsleitung für alle Mitarbeiter des Unternehmens. In IT-Unternehmen wird es auch für Präsentationen in einer Art Betriebsversammlung verwendet.
Oft schließt sich einem Town Hall Meeting noch eine Diskussion bzw. ein Frage-und-Antwort-Teil (Q&A – englisch questions and answers) an.
Während der Corona-Pandemie hat sich ein Trend zu digitalen Town-Hall-Meetings herausgebildet. Zahlreiche Politiker und Unternehmen haben diese Meetings angeboten.